# アシール・ロージェ
アシール・ロージェ（Achille Laugé、1861年8月29日 - 1944年6月2日）はフランスの画家である。「新印象派」の画家の一人である。

## 略歴
オード県のArzensの農家に生まれた。家は薬局も営んでいた。1876年から、トゥールーズの国立高等美術学校で学び、同僚の学生、彫刻家をめざすアントワーヌ・ブールデル(1861-1929)や画家をめざすアンリ・マルタン(1860-1943)やアンリ・マレ(Henri Marre:1858-1927)と親しくなった。この頃は薬剤師になる勉強もしていたが、美術に専念することにした。
1881年にパリにでて、翌年、エコール・デ・ボザールに入学し、アレクサンドル・カバネルやジャン＝ポール・ローランスに学んだ。友人のブールデルを通じて、彫刻家のアリスティド・マイヨール(1861-1944)と親しくなり、共同でパリにスタジオを開き、1888年までパリで貧しい修行時代を送った。パリではジョルジュ・スーラやポール・シニャックといった「新印象派」の画家やカミーユ・ピサロに影響を受け、「点描」の技法を用いた作品を描いた。
1891年に結婚した。1894年にアンデパンダン展に出展するが批評家から評価は好ましいものではなかった。
1890年代の末に父親が亡くなった後、オード県のカイオー(Cailhau)に住み、周辺の風景画を主に描くようになった。作品は何度か展覧会で落選し、「点描」の技法も使ったり使わなかったりしたが、例えば、モーリス・ファブリ(Maurice Fabre de Gasparets)のようなコレクターには評価された。

## 作品

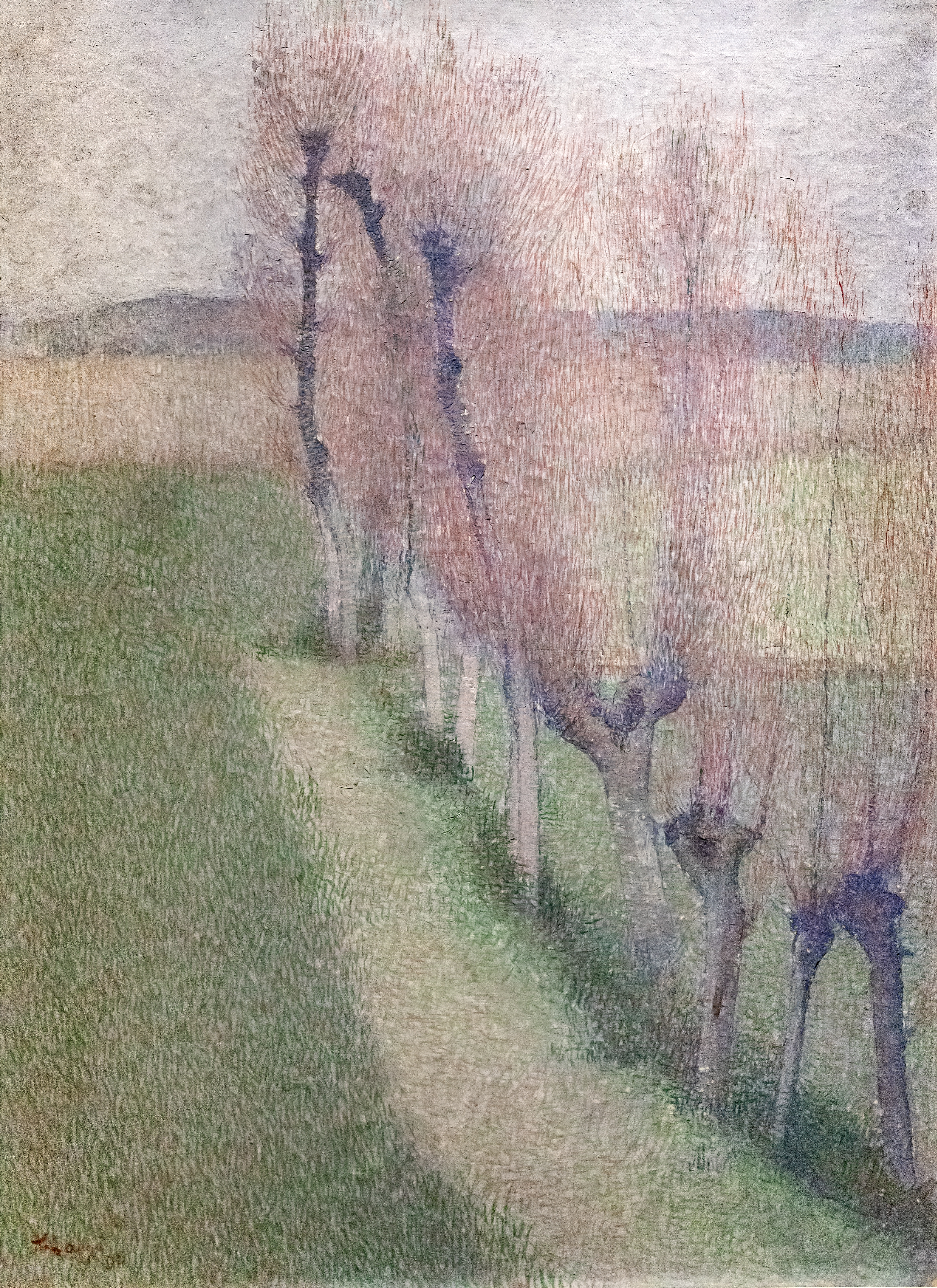
L'allée de saules (1896)
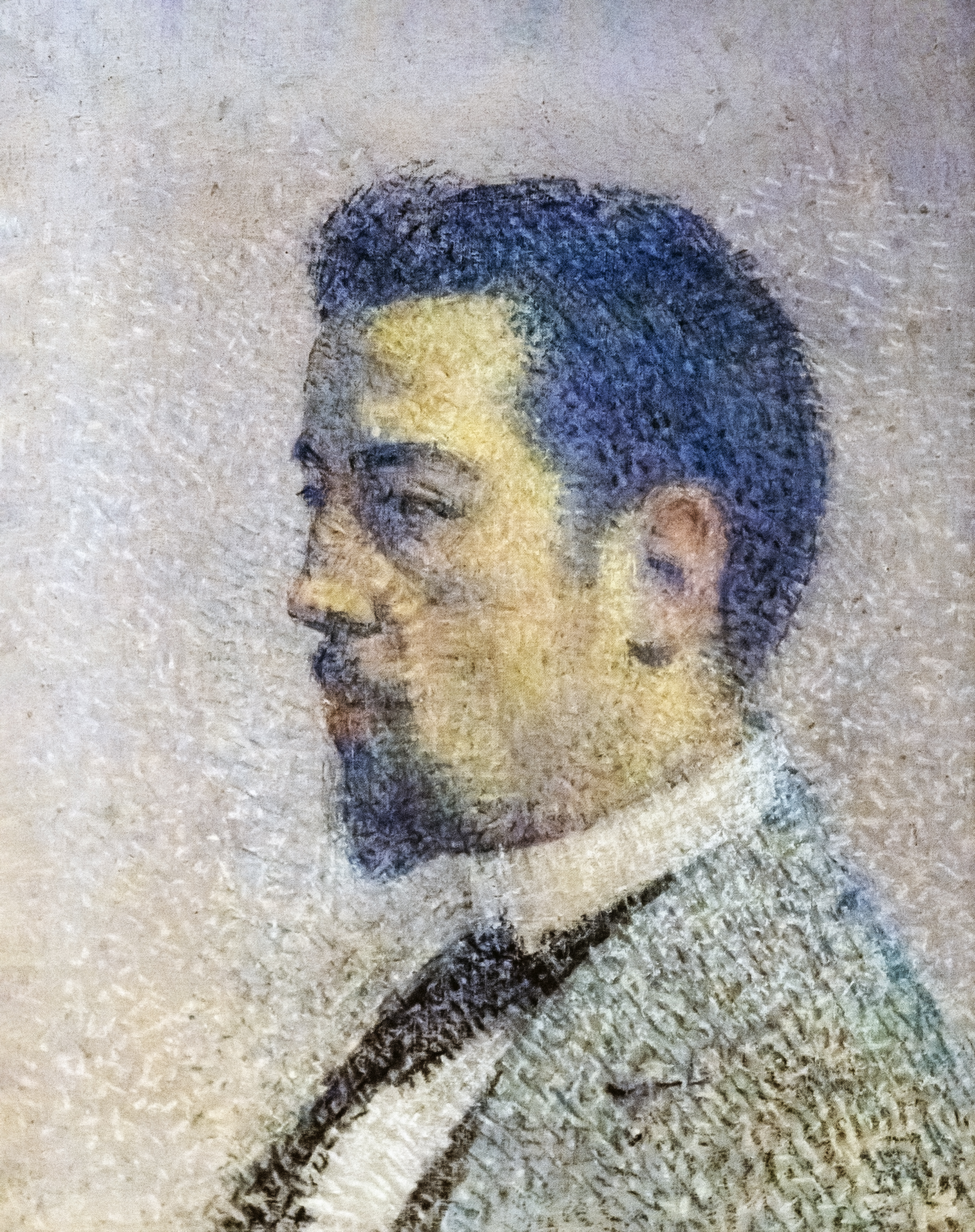
Portrait d'Albert Sarraut
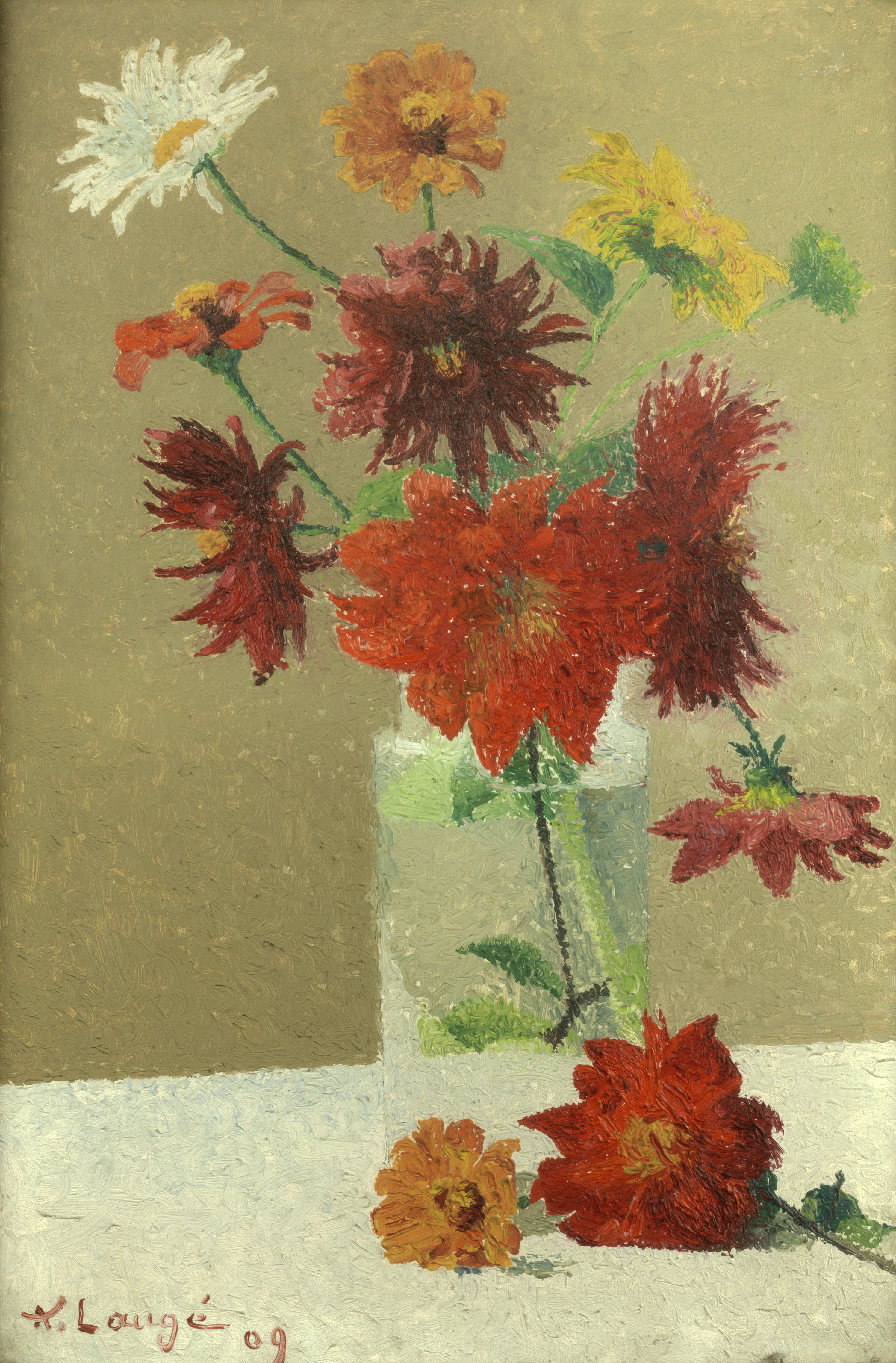
花のある静物画(1905)
花のあるバルコニーのある通り(1924)

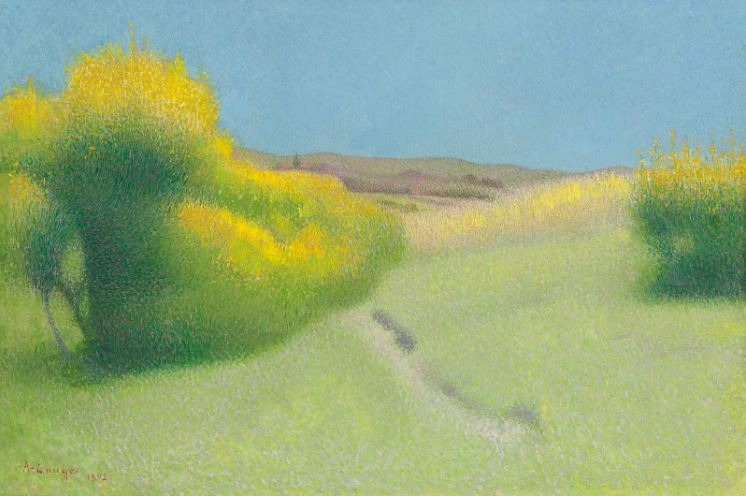
夏の風景 (1902)
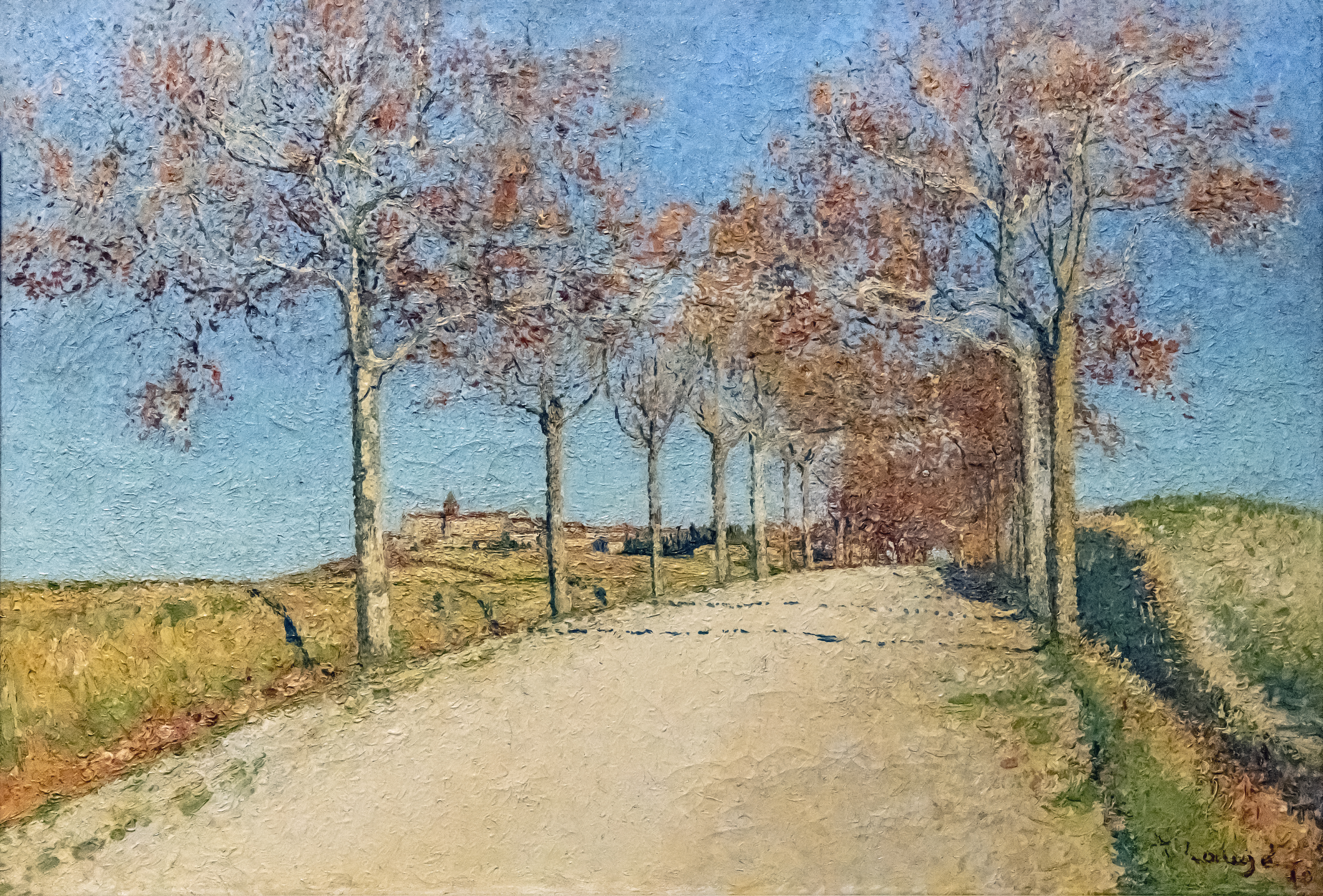
"La route de Cailhau" (1910)
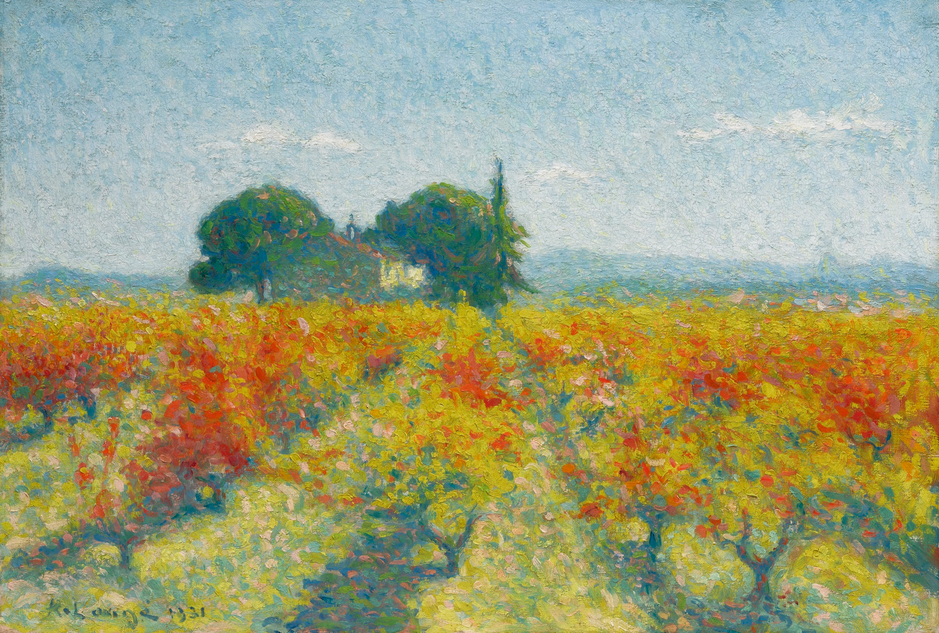
秋のブドウ畑 (1931)
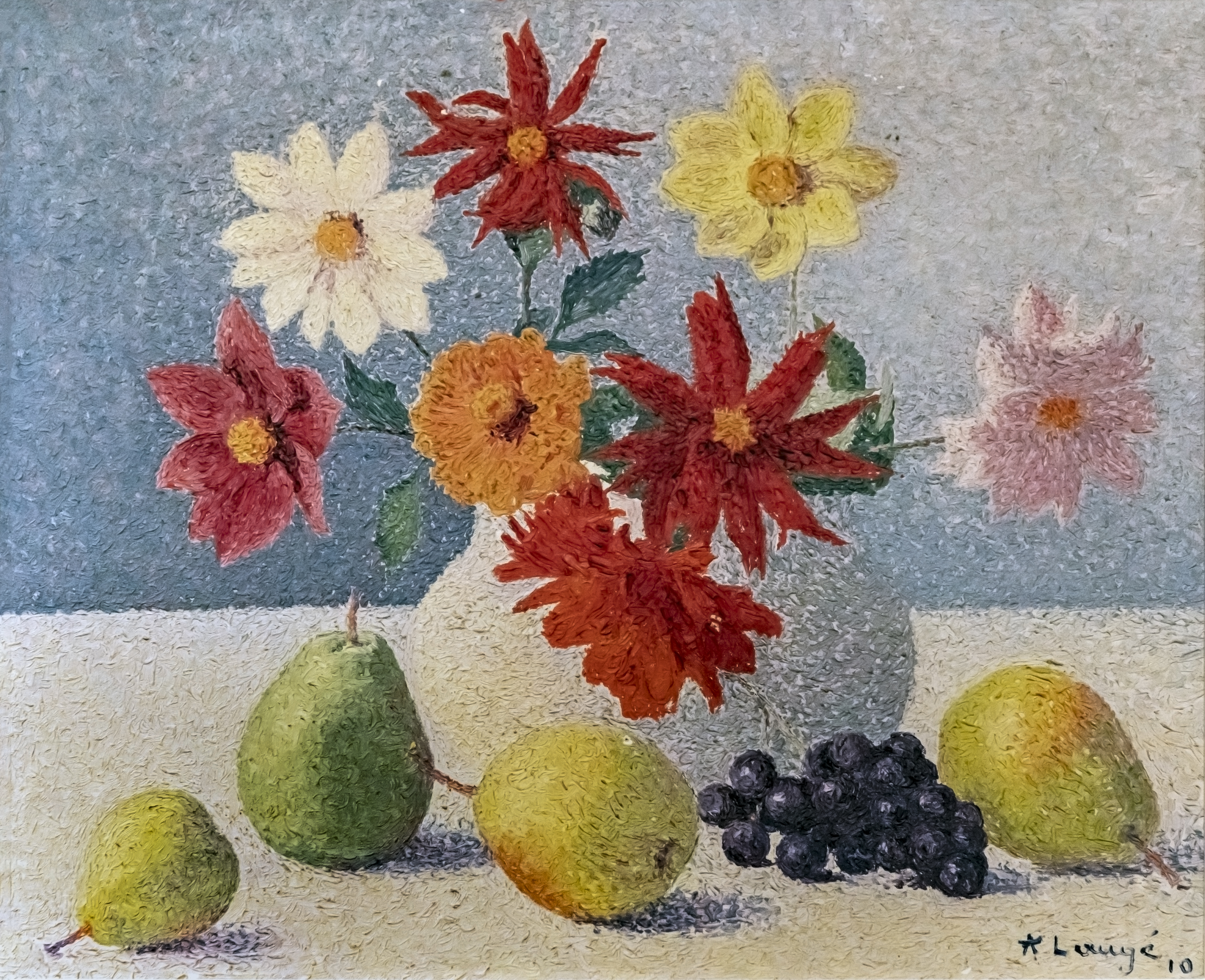
(1910)